# Lebowski
Lebowski – polska grupa muzyczna pochodząca ze Szczecina. Zespół powstał w 2002. Tworzy muzykę z pogranicza art rocka, muzyki filmowej, eksperymentalnej i improwizowanej.
Debiutancki album zespołu „Cinematic” ukazał się dopiero 8 lat po powstaniu grupy. Dedykowany został wielkim postaciom polskiego kina: Tadeuszowi Łomnickiemu, Zdzisławowi Maklakiewiczowi, Zbigniewowi Cybulskiemu, Leonowi Niemczykowi i Wojciechowi Jerzemu Hasowi. Zgodnie z założeniami zespołu płyta ta zawiera muzykę do nieistniejącego filmu i może być uznany za album koncepcyjny. Efekt ten osiągnięto m.in. przez wykorzystanie na płycie fragmentów filmów i głosów znanych aktorów, które połączono z instrumentalną muzyką zespołu. Gościnnie na płycie wystąpiła Katarzyna Dziubak.

## Skład

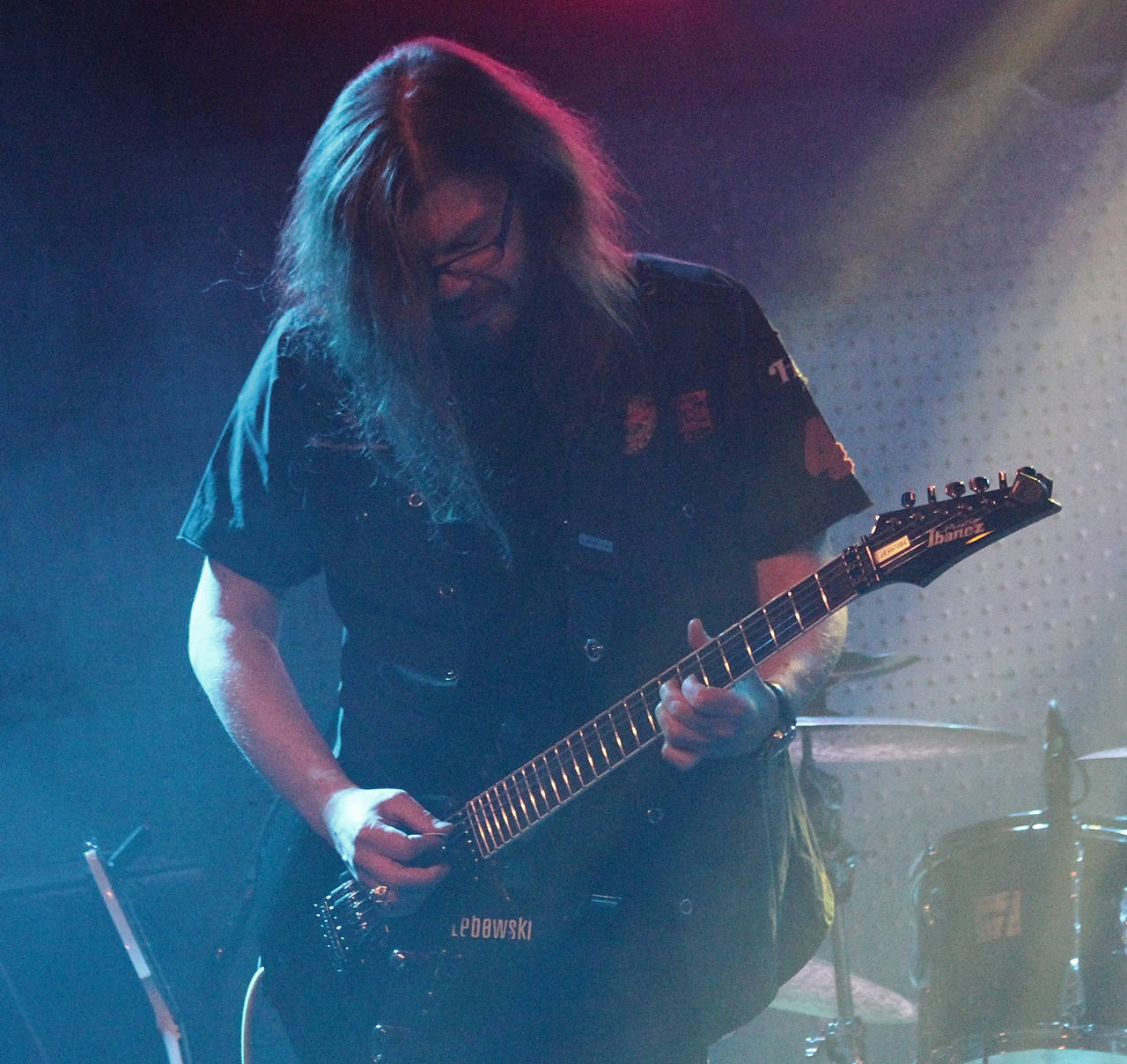
Marcin Grzegorczyk – gitary
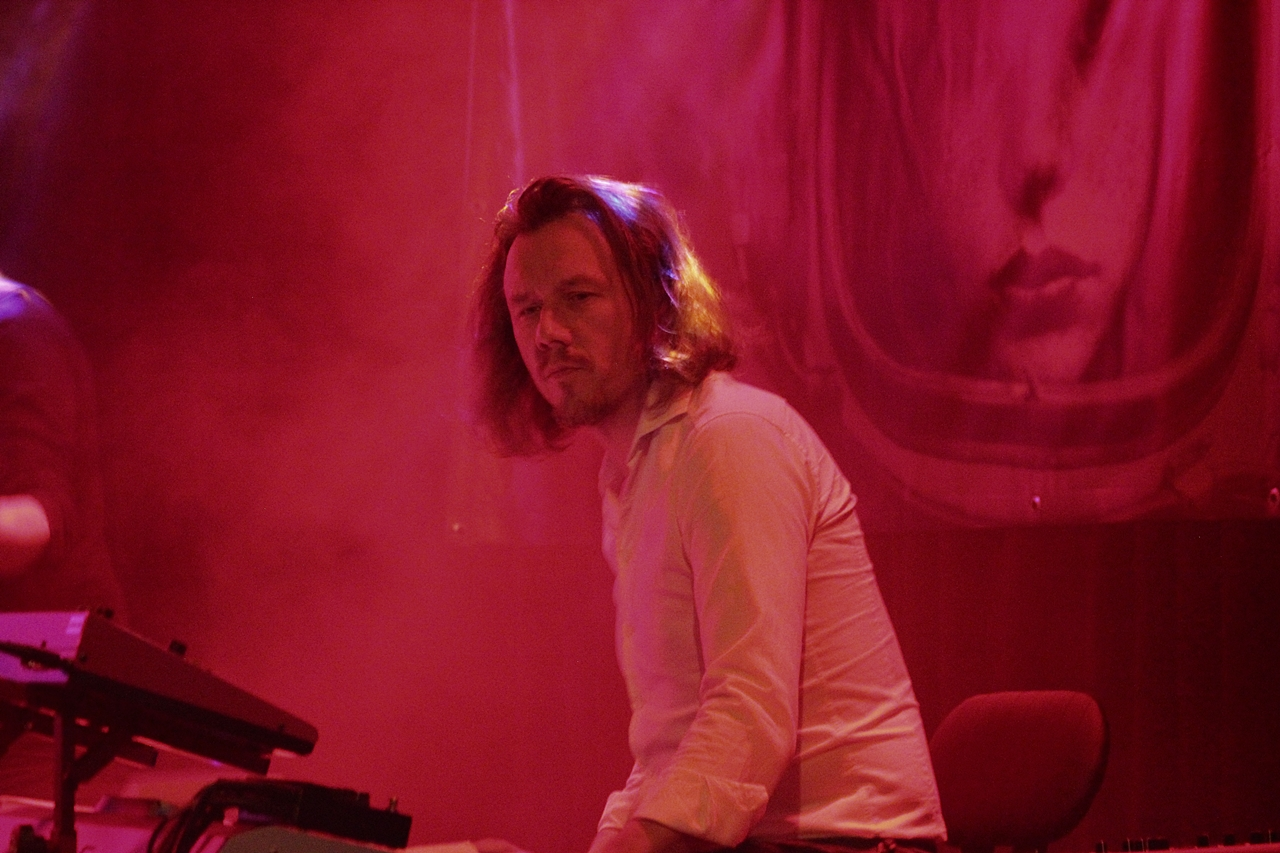
Marcin Łuczaj – instrumenty klawiszowe
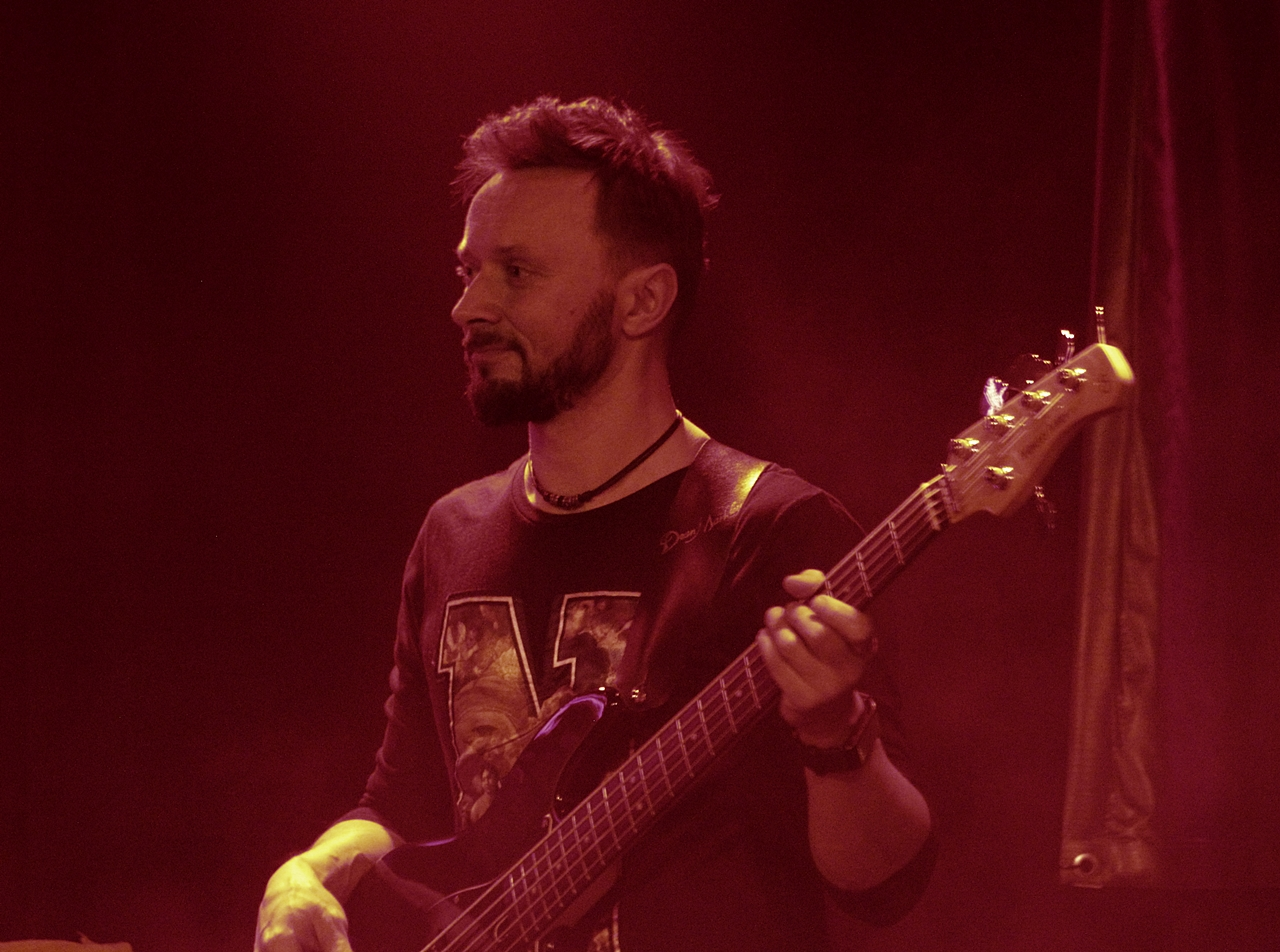
Ryszard Łabul – gitara basowa
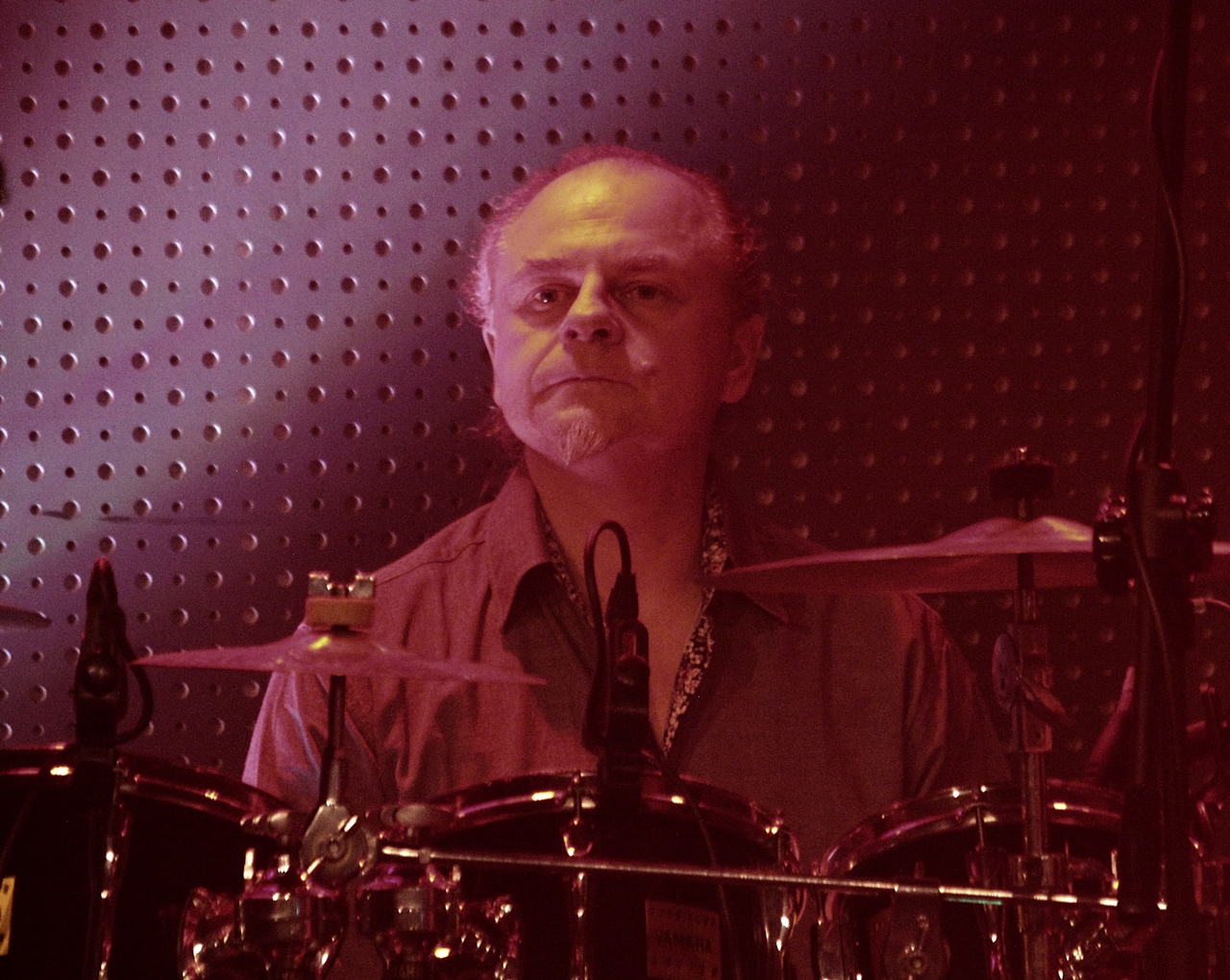
Krzysztof Pakuła – perkusja

Źródło: Lebowski – strona zespołu.

## Dyskografia

### Albumy
- 2010: Cinematic
- 2017: Lebowski plays Lebowski
- 2019: Galactica

### Single
- 2013: Goodbye My Joy (+ Markus Stockhausen), The Doosan Way
- 2019: Midnight Syndrome